# Tamazuj
Die Dritte Front, bekannt als Tamazuj, ist eine Rebellengruppe in den Regionen Darfur und Kordofan im Sudan.

## Geschichte
Das Wort „Tamazuj“ wurde aus dem südsudanesischen Arabisch übersetzt und bedeutet auf Arabisch „Mischung“.  Tamazuj war einer der Unterzeichner des im Oktober 2020 unterzeichneten Friedensabkommens von Juba.  Im Jahr 2021 gewannen sie zwei Sitze im Legislativrat, darunter den Vorsitz eines Parlamentsausschusses und einer Kommission.  Am 17. August 2023 erklärte Tamazuj sein offizielles Bündnis mit den Rapid Support Forces (RSF) im laufenden Konflikt mit den sudanesischen Streitkräften.